# Robert Csenar
Robert Csenar (* 14. September 1940 in Wien) ist ein ehemaliger österreichischer Radrennfahrer und nationaler Meister im Radsport.

## Sportliche Laufbahn
Csenar, der für den Verein ARBÖ Neunkirchen, später für den RC Peugeot startete, trat erstmals mit einem Etappensieg bei der Jugoslawien-Rundfahrt 1962 hervor. Die österreichische Staatsmeisterschaft im Straßenrennen konnte er dann 1964 sowie 1967 gewinnen. Im Zweier-Mannschaftsfahren auf der Bahn wurde er 1966 mit Walter Garschall nationaler Meister.
1964 siegte er in der Niederösterreich-Rundfahrt (1969 gewann er erneut). 1965 konnte er das nach der Österreich-Rundfahrt wichtigste Rennen in Österreich Wien–Rabenstein–Gresten–Wien (später Uniqa Classic) für sich entscheiden. Auch ein Etappensieg bei der heimischen Landesrundfahrt gelang ihm, in den Folgejahren konnte er noch weitere Etappen in der Österreich-Rundfahrt gewinnen. Ein Jahr später wurde er Vierter der Rundfahrt. Bei der Internationalen Friedensfahrt startete er 1962, schied aber aus. An der Österreich-Rundfahrt konnte er sechzehn Teilnahmen verbuchen, vierzehnmal kam er ins Ziel, vier Etappen konnte er gewinnen. Auch in Deutschland, wo er viele Rennen bestritt, war er erfolgreich. 1967 gewann er das traditionelle Rennen Köln-Schuld-Frechen. 1979 beendete er seine Laufbahn.